# Mistura genética
A mistura genética (conhecida em inglês como genetic admixture) ocorre quando populações previamente isoladas se cruzam, resultando em uma população que descende de múltiplas fontes. Pode ocorrer entre espécies, como em híbridos, ou dentro de espécies, como quando indivíduos geograficamente distantes migram para novas regiões. Isso resulta em um pool genético que é uma mistura das populações de origem.

## Exemplos
Os ciclos climáticos facilitam a miscigenação genética em períodos frios e a diversificação genética em períodos quentes. As inundações naturais podem causar mistura genética nas populações de espécies de peixes migratórios. A mistura genética pode ter um papel importante no sucesso das populações que colonizam uma nova área e cruzam com indivíduos de populações nativas.

## Mapeamento
O mapeamento de mistura é um método de mapeamento genético que usa uma população de ancestralidade mista (uma população miscigenada) para encontrar os loci genéticos que contribuem para diferenças em doenças ou outros fenótipos encontrados entre as diferentes populações ancestrais. O método é melhor aplicado a populações com mistura recente de duas populações que foram previamente isoladas geneticamente. O método tenta correlacionar o grau de ancestralidade próximo a um locus genético com o fenótipo ou doença de interesse. São necessários marcadores genéticos que diferem em frequência entre as populações ancestrais em todo o genoma.
O mapeamento de mistura é baseado na suposição de que as diferenças nas taxas de doenças ou fenótipos são devidas em parte às diferenças nas frequências de variantes genéticas causadoras de doenças ou fenótipos entre populações. Em uma população miscigenada, essas variantes causais ocorrem com mais frequência em segmentos cromossômicos herdados de uma ou outra população ancestral. As primeiras varreduras de mistura foram publicadas em 2005 e, desde então, os contribuintes genéticos para uma variedade de doenças e diferenças de características foram mapeados. Em 2010, painéis de mapeamento de alta densidade foram construídos para afro-americanos, latinos/hispânicos e uigures.